# Врисак (франшиза)
Врисак (енгл. Scream) америчка је хорор медијска франшиза, која садржи шест издатих слешер филмова, а седми би требало да буде издат 2026. године; телевизијску серију; робу; и видео-игру за четврти филм. Филмски серијал је написао Кевин Вилијамсон, са прва четири филма која је режирао Вес Крејвен. Главне улоге играју Нев Кембел, Кортни Кокс и Дејвид Аркет, а серијал је зарадио преко 910 милиона долара на биоскопским благајнама широм света. Кембел, Кокс, Аркет и Роџер Џексон (који позајмљује глас разним Гостфејс убицама) појавили су се у првих пет филмова; Кокс и Џексон су поновили улоге и у шестом делу. Споредни глумци филма обично се мењају са сваким делом, уз неколико изузетака: Џејми Кенеди и Лијев Шрајбер у сваком од прва три филма, Хедер Матарацо се појавила у трећем филму и вратила се у петом, а Марли Шелтон се појавила у четвртом филму и такође се вратила у петом филму.
Филмови прате Сидни Прескот и њену борбу против низа убица који узимају маску Гостфејса да вребају и убијају своје жртве. Сидни добија подршку од градског полицајца Дјуија Рајлија, репортеке таблоида Гејл Ведерс и штребера филма Рандија Микса, заједно са разним другим пријатељима, романтичним партнерима и познаницима који се мењају како серија одмиче.
Први филм, Врисак, издат је 20. децембра 1996, а постао је слешер филм са највећом зарадом на свету до издања филма Ноћ вештица (2018). Други део, Врисак 2, издат је 12. децембра 1997, што је било мање од годину дана након првог филма. Трећи део, Врисак 3, издат је 4. дебруара 2000, а првобитно је био завршно поглавље серије. Једанаест година касније, франшиза је оживљена четвртим филмом, Врисак 4, који је издат 15. априла 2011. Антологијска телевизијска серија, Врисак, која је пратила нове ликове и поставке, емитована је три сезоне од 2015. до 2019. године на MTV-ју и VH1-у. Пети део филмске серије издат је 14. јануара 2022. године; ово је био први филм у серијалу који није режирао Вес Крејвен, који је умро 2015. године. Врисак 6 изашао је 10. марта 2023. године, док ће седми део, Врисак 7, бити премијерно приказан 2026. године.
Вилијамсов оригинални сценарио за први филм купио је Miramax, а развила га је кућа Dimension Films, Боба и Харвија Вајнштајна, који су ангажовали Крејвена за режију. Крејвен је ангажовао композитора Марка Белтрамија да компонује музику за филм. Овај тим је наставио да учествује у сваком филму серије, иако је Вилијамсон био приморан да преузме мању улогу у филму Врисак 3 због своје посвећености другим пројектима, а Ерен Кругер га је заменио као сценариста. Кругер је такође обезбедио преправке сценарија за Врисак 4. Крејвен је током серије наишао на сукобе са Америчком филмском асоцијацијом и био је приморан да смањи насиље у филму Врисак 3 због масакра у средњој школи Колумбајн што је резултирало повећаном усредсређеношћу на насиље у медијима. Врисак је постао познат по томе што је користио познате и препознатљиве глумце, што је у то време било неуобичајено за слешер филмове.

## Улоге и ликови
| Гостфејс                  | Роџер Џексон    | Роџер Џексон         | Роџер Џексон   | Роџер Џексон | Роџер Џексон | Мајк Вон          | Мајк Вон          | Роџер Џексон |  |  |
| Сидни Прескот             | Нев Кембел      | Нев Кембел           | Нев Кембел     | Нев Кембел   | Нев Кембел   |                   |                   |              |  |  |
| Гејл Ведерс               | Кортни Кокс     | Кортни Кокс          | Кортни Кокс    | Кортни Кокс  | Кортни Кокс  |                   |                   |              |  |  |
| Дјуи Рајли                | Дејвид Аркет    | Дејвид Аркет         | Дејвид Аркет   | Дејвид Аркет | Дејвид Аркет |                   |                   |              |  |  |
| Котон Вери                | Лијев Шрајбер   | Лијев Шрајбер        | Лијев Шрајбер  |              |              |                   |                   |              |  |  |
| Ранди Микс                | Џејми Кенеди    | Џејми Кенеди         | Џејми Кенеди   |              |              |                   |                   |              |  |  |
| Били Лумис                | Скит Улрих      | Лук Вилсон           | Скит Улрих     |              |              |                   |                   |              |  |  |
| Стју Мејхер               | Метју Лилард    |                      | Метју Лилард   |              |              |                   |                   |              |  |  |
| Нил Прескот               | Лоренс Хехт     |                      | Лоренс Хехт    |              |              |                   |                   |              |  |  |
| Хенк Лумис                | Ч. В. Морган    |                      | Ч. В. Морган   |              |              |                   |                   |              |  |  |
| Кејси Бекер               | Дру Баримор     | Хедер Грејам         |                | Хедер Грејам |              |                   |                   |              |  |  |
| Новинарка                 |                 | Ненси О'ДелCM        | Ненси О'Дел    | Ненси О'Дел  |              |                   |                   |              |  |  |
| Убод „Сидни Прескот”      |                 | Тори Спелинг         | Емили Мортимер |              |              |                   |                   |              |  |  |
| Џуди Хикс                 |                 |                      |                | Марли Џелтон | Марли Џелтон |                   |                   |              |  |  |
| Ема Дувал                 |                 |                      |                |              |              | Вила Фицџералд    | Вила Фицџералд    |              |  |  |
| Одри Џенсен               |                 |                      |                |              |              | Бекс Тејлор-Клаус | Бекс Тејлор-Клаус |              |  |  |
| Ноа Фостер                |                 |                      |                |              |              | Џон Карна         | Џон Карна         |              |  |  |
| Кирнан Вилкокс            |                 |                      |                |              |              | Амадеус Серафини  | Амадеус Серафини  |              |  |  |
| Брук Медо                 |                 |                      |                |              |              | Карлсон Јанг      | Карлсон Јанг      |              |  |  |
| Меги Дувал                |                 |                      |                |              |              | Трејси Мидендорф  | Трејси Мидендорф  |              |  |  |
| Меги Дувал                | Ен Грејс Берлоу | Кејтлин Ешли-Томпсон |                |              |              |                   |                   |              |  |  |
| Пајпер Шо                 |                 |                      |                |              |              | Амелија Роуз Блер | Амелија Роуз Блер |              |  |  |
| Џејк Фицџералд            |                 |                      |                |              |              | Том Маден         | Том Маден         |              |  |  |
| Сет Брансон (рођ. Палмер) |                 |                      |                |              |              | Боби Кампо        | Боби Кампо        |              |  |  |
| Рејчел Мари               |                 |                      |                |              |              | Соси Бејкон       | Соси Бејкон       |              |  |  |
| Квин Мадо                 |                 |                      |                |              |              | Брајан Бет        | Брајан Бет        |              |  |  |

1. ↑  Такође позајмљују глас Нев Кембел, Лијев Шрајбер, Кортни Кокс, Дејвид Аркет и Лин Макри.
2. ↑  Познат као „Лејквудски Кољач” и „Шелоугровски Кољач”.

## Екипа
| Екипа/Детаљ    | Филмови               | Филмови                                  | Филмови                                       | Филмови                                  | Филмови                                      |
| Екипа/Детаљ    | Врисак                | Врисак 2                                 | Врисак 3                                      | Врисак 4                                 | Врисак                                       |
| Екипа/Детаљ    | 1996.                 | 1997.                                    | 2000.                                         | 2011.                                    | 2022.                                        |
| -------------- | --------------------- | ---------------------------------------- | --------------------------------------------- | ---------------------------------------- | -------------------------------------------- |
| Редитељ        | Вес Крејвен           | Вес Крејвен                              | Вес Крејвен                                   | Вес Крејвен                              | Мет Бетинели-Олпин Тајлер Џилет              |
| Писац/ци       | Кевин Вилијамсон      | Кевин Вилијамсон                         | Ерен Кругер                                   | Кевин Вилијамсон                         | Џејмс Вандербилт Гај Бјусик                  |
| Продуцент(и)   | Кети Конрад Кери Вудс | Кети Конрад Вес Крејвен Меријен Мадалена | Кети Конрад Кевин Вилијамсон Меријен Мадалена | Ија Лабунка Кевин Вилијамсон Вес Крејвен | Пол Најнштајн Вилијам Шерак Џејмс Вандербилт |
| Композитор     | Марко Белтрами        | Марко Белтрами                           | Марко Белтрами                                | Марко Белтрами                           | Брајан Тајлер                                |
| Кинематограф   | Марк Ирвин            | Питер Деминг                             | Питер Деминг                                  | Питер Деминг                             | Брет Јуткјевич                               |
| Уредник        | Патрик Лусје          | Патрик Лусје                             | Патрик Лусје                                  | Питер Макналти                           |                                              |
| Издавачка кућа |                       |                                          |                                               |                                          |                                              |
| Дистрибутер    |                       |                                          |                                               |                                          |                                              |